# 리 디와이즈
리 디와이즈(Lee DeWyze, 1986년 4월 2일 ~ )는 미국의 가수로, 《아메리칸 아이돌 시즌 9》의 우승자이다.